# جاك هامل
جاك هامل (بالفرنسية: Jacques Hamel)‏ (30 نوفمبر 1930 - 26 يوليو 2016) كان كاهن كاثوليكي فرنسي وقد قتل على يد رجلين من رجال تنظيم الدولة الإسلامية عندما كان في الكنيسة في 26 يوليو 2016.